# Mycteroperca interstitialis
La cuna amarilla o gallina, Mycteroperca interstitialis, es una especie amenazada de pez serránido del Atlántico occidental de interés pesquero. 

## Descripción
Profundidad del cuerpo inferior a la longitud de la cabeza, de 3,0 a 3,4 veces en longitud estándar. Fosas nasales posteriores muy agrandadas en adultos; preopérculo con lóbulo prominente agrandado en el ángulo. Las branquiespinas en el primer arco son 4-6 en la extremidad superior y 11-15 en el inferior, más 3-5 rudimentarias en cada extremidad. Aleta dorsal con 11 espinas y 16-18 rayos suaves, margen posterior de la altea puntiagudo en adultos con 9 a 11  rayos alargados; aleta anal con tres espinas y 11-12 radios blandos, margen de la aleta puntiagudo en adultos con sexto a octavo radios alargados; aleta caudal emarginada con radios exertos en adultos; radios de la aleta pectoral 16-17. Escamas laterales ctenoides; escamas laterales 112-119; escamas de la línea lateral 70-74. Son de color gris parduzco pálido, con pequeñas manchas marrones en la parte dorsal de la cabeza y el cuerpo; margen espinoso de la aleta dorsal y boca amarillentos; membrana de aleta pectoral clara con rayas oscuras y borde blanco; raya de bigote oscuro por encima del maxilar. Algunos peces tienen un color marrón uniforme en la parte dorsal y otros pueden tener barras verticales irregulares y débiles. Los juveniles son bicolores con cabeza y cuerpo de color marrón oscuro dorsalmente (el color dorsal oscuro puede romperse en barras anchas o oscuras) y abruptamente blanco debajo; mancha negra en la base de los rayos superiores de la aleta caudal. M. interstitialisis muy similar a M. phenax, los adultos de ambas especies tienen un lóbulo que sobresale en la esquina del preopérculo, patrón de color similar, números similares de radios de aletas, fosas nasales posteriores agrandadas y radios de aleta media exertados; M. interstitialis tiene de 20 a 57 cm de longitud estándar generalmente con las aletas pélvicas y cabeza más cortas (15 a 17% y 30 a 36% de longitud estándar, frente a 18 a 20% y 36 a 38% respectivamente en M. phenax); M.interstitialis carece de manchas oscuras en las aletas dorsal y anal, y los radios de la aleta caudal son de longitud similar, donde como M. phenax tiene pequeñas manchas marrones en estas aletas y los radios caudales exertos son más desiguales. Los juveniles de M. interstitialis son claramente bicolores, pero los juveniles de M. phenax tienen un color similar al de los adultos. Tamaño máximo 74 cm y peso de 7 kg.

## Ecología
Se distribuye desde las Bermudas y la costa de Florida al sur de Brasil, incluyendo el Golfo de México, las Antillas y las islas costa afuera de Venezuela y Brasil, en fondos rocosos o arrecifes de coral entre los 20 y 150 metros de profundidad; los individuos juveniles y de tallas medianas frecuentan las lagunas cubiertas por manglares. Esta especie es más común en aguas isleñas que en la costa continental en donde suelen ser reemplazados por M. phenax. Son carnívoros consumiendo principalmente otros peces. Tienen un crecimiento lento y una vida útil larga. Presenta reversión sexual.

## Reproducción
Hermafrodita con reversión sexual. En Florida se ha registrado sus desoves en diciembre, marzo a julio y septiembre; y en Jamaica en abril. Las estimaciones de fecundidad por lotes variaron de 351 x 103 a 2 459 x 103 ovocitos / ovario para peces del Golfo de México de 37 y 46 cm de longitud estándar, respectivamente.

## Conservación
Es una especie importante es las pesquerías del Golfo de México y Caribe donde se le captura con línea, arpón y trampas. Sin embargo, Mycteroperca interstitialis está catalogado como Vulnerable (VU) debido a disminuciones inferidas para esta especie naturalmente rara de al menos 30% en los últimos 30 años y se espera que estas disminuciones continúen en el futuro como se infiere de los datos de la pesquería; al igual que otros serránidos, su larga vida y su reversión sexual la hacen más vulnerable a los efectos de la sobrepesca.
Debido a su rareza no es especie objetivo en las pesquerías, sin embargo, dónde se ha desarrolla su pesca su población ha tendido a descender. Conforma parte importante de las pesquerías en Venezuela, Bermudas y el este del Golfo de México. En Bermudas su pesca con trampas causó un decremento en las capturas de 18,100 a 4,500 kg por año en la década de 1980; se han reportado disminuciones de las capturas de M. interstitialis en la plataforma continental de Trinidad y Tobago y Venezuela, en donde tradicionalmente se había capturado; en Brasil, aunque no es una especie que aporte mucho al total de capturas de Mycteroperca (3 a 1.36%), se han reducido la capturas por unidad de esfuerzo de 12 kg/día/pescador a 1.4 kg/día/pescador en Abrolhos, con tendencias similares en la costa central brasilera.